# Грегор Клегани
Грегор Клегани, звани „Планина која јаше“ или једноставно „Планина“, измишљени је лик у серији епско-фантастичних романа Песма леда и ватре америчког аутора Џорџа Р. Р. Мартина и потоње телевизијске адаптације Игра престола. У књигама, лик је првобитно представљен у Игри престола из 1996. године. Касније се појавио у Судару краљева (1998), Олуји мачева (2000) и Плесу са змајевима (2011).
Клегани је злогласни витез и послушник куће Ланистер, познат је по својој големој величини, јунаштву у борби, изузетно окрутној природи и неконтролисаном темпераменту. Он је старији брат Сендора Клеганија, који га мрзи од када му је Грегор лице гурнуо у мангалу када су били деца, због чега су му остали страшни ожиљци. Након што је смртно рањен у дуелу са Оберином Мартелом, Кибурн га реанимира на злокобан начин, након чега он постаје члан Краљеве гарде и лични телохранитељ Серсеи Ланистер.
У телевизијској адаптацији ХБО-а, лик је првобитно тумачио аустралијски глумац Конан Стивенс у првој сезони и велшки глумац Ијан Вајт у другој сезони; исландски глумац и светски шампион стронгман Хафор Јулиус Бернсон преузео је улогу у четвртој сезони и наставио је да тумачи улогу до последње сезоне.

## Опис лика
Сер Грегор Клегани је глава куће Клегани, витез Вазал куће Ланистер, и старији је брат Сендора Клеганија  Његова голема величина и снага чине га страшним ратником (у романима је скоро 2,4 метра висок и тежак преко 180 килограма), а стекао је репутацију бруталног насилника. Када су били деца, Грегор је гурнуо Сендорово лице у мангалу јер се играо његовом играчком, остављајући му језиве ожиљке. Током своје службе Тивину Ланистеру, починио је бројне ратне злочине, од којих је најзлогласније било силовање и убиство краљевске породице Таргарјен, али је више пута избегавао казну због моћи и утицаја куће Ланистер на Гвоздени престо. Клегани је био један од првих војника Ланистера који је ушао у Краљеву Луку током њеног разарања на крају побуне Роберта Баратеона. Силовао је и убио принцезу Елију, након што је убио њеног сина Егона тако што је разбио дететову главу о зид, што је кућа Мартел запамтила и узимала за зло и 14 година касније, на почетку Игре престола.
Грегор је углавном споредни, позадински лик у романима.

### Песма леда и ватре
У Игри престола, Тивин Ланистер га шаље у рацију на Речне земље у знак одмазде за отмицу Тириона Ланистера од стране Кејтлин Старк. Берик Дондерион је послат да приведе Грегора, али Грегор му поставља заседу и убија га. Он и његови људи настављају рације на Речне земље током Судара краљева. Када Тирион Ланистер захтева суђење борбом у Олуји мачева, Серсеи Ланистер бира Грегора за свог шампиона. Елијин брат Оберин Мартел се добровољно јавља као Тирионов шампион, са циљем да разоткрије Грегора као убицу. Оберин рањава Грегора отрованим копљем, али Планина на крају побеђује, признајући да је убио Елију и Егона. Након тога смрска Оберинову лобању сопственим рукама. Смртно рањени Грегор је дат Кибурну на експериментисање. Касније се Грегорова лобања шаље Дорану Мартелу и Пешчаним Змијама који се питају да ли она заиста припада Грегору.

### Роберт Стронг
Након Серсеине шетње срама, Кибурн представља сер Роберта Стронга као најновијег члана Краљеве гарде и Серсеиног шампиона за њено предстојеће суђење борбом. Стронг је сличног стаса као Грегор, а његово тело је потпуно прекривено оклопом. Неколико ликова је коментарисало његово неприродно понашање и теоретисало о томе ко би он могао бити, међутим тренутно није потврђено да је у питању сер Грегор.